# Исак Шабановић
Исак Шабановић (Бијело поље, 1996) црногорски је и бошњачки певач.
Учествовао је у такмичењима Икс Фактор и Звезде Гранда.
Исак потиче из музичке породице, отац Рафко је био бјелопољски рок музичар, а деда Шабо је био члан Бјелопољског тамбурашког састава. Рођени брат његовог деде био је оснивач Тамбурашког фестивала.
Студирао је на Факултету визуелних умјетности у Подгорици. Често је наступао са бендом „Пулс Морлок“ из Бијелог Поља.
Био је у вези са колегиницом Александром Младеновић.
Године 2024. учествује на Монтесонгу, такмичењу за представника Црне Горе на Песми Евровизије.

## Дискографија

### Мини-албуми
- Ти моја си (2021)

### Синглови
- Прво јутро (2021)
- Катаклизма (2022)
- Човјек на себе подсећа (2022)
- Ја за бољу нисам (2022)
- Кунем се (2022)
- Свакој сам по нешто дао (2023)
- Да је среће (2024)
- Љето, љето, љето (2024)